# 吴晓东
吴晓东，中国演员，中央戏剧学院导演系毕业，代表作《三国演义》孙权、《倚天屠龙记》杨逍、《红楼梦》贾芸，中国国家话剧院导演。

## 作品

### 导演作品
- 《花房姑娘》
- 《留在北京》
- 《朋友》
- 《幸福生活》
- 《我们的生活》

### 表演作品(部分)
| 拍摄时间 | 劇名                   | 角色       |
| 1980年   | 《结婚现场会》         | 郑云山     |
| 1987年   | 《红楼梦》             | 贾芸       |
|          | 《粉墨奇冤》           | 小侯爷     |
| 1991年   | 《三国演义》           | 孫堅/孙权  |
|          | 《财神到》             | 叶美文     |
| 1997年   | 《孙武》               | 吴王夫差   |
| 2000年   | 《康熙微服私访记III》  | 噶礼       |
|          | 《铁齿铜牙纪晓岚》     | 冯海       |
| 2004年   | 《刑警使命》           | 陈仆       |
| 2005年   | 《完美》               | 五叔       |
| 2006年   | 《边关丽人陈圆圆》     | 冒辟疆     |
|          | 《深渊》               | 金成       |
|          | 《当爱已成往事》       | 陈天明     |
|          | 《夜色温柔》           | 李一明     |
|          | 《贫民律师》           | 吴锦国     |
|          | 《清华制造》           | 梅兆龙     |
|          | 《粉墨王侯》           | 柳仲利     |
| 2009年   | 《倚天屠龍記》         | 杨逍       |
| 2010年   | 《黎明之前》           | 马蔚然     |
| 2011年   | 《中国1945之重庆风云》 | 张治中     |
| 2012年   | 《楚汉传奇》           | 司马欣     |
| 2015年   | 《大宋传奇之赵匡胤》   | 周世宗柴榮 |
| 2016年   | 《香山奇缘》           |            |
| 2017年   | 《黎明决战》           | 韩秋池     |
| 2021年   | 《大決战》             | 张治中     |